# Bogdan Markowski (rzeźbiarz)
Bogdan Markowski (ur. 1945 w Lublinie) – polski rzeźbiarz, specjalizujący się w pracach wykonywanych w granicie, marmurze, brązie i drewnie.

## Życiorys
W 1970 ukończył  Państwową Wyższą Szkołę Sztuk Plastycznych (dziś ASP) w Gdańsku, gdzie uzyskał dyplom z rzeźby i projektowania rzeźbiarsko- architektonicznego. Jego prace znajdują się w zbiorach m.in.: Centrum Rzeźby Polskiej w Orońsku, Muzeum Regionalne w Stalowej Woli. Ma na swoim koncie kilkadziesiąt wystaw zbiorowych, udział w plenerach  w tym w Wdzydzach Kiszewskich, Orońsku, Wyspie Sobieszewskiej.
Artysta jest autorem kameralnych rzeźb, które były wręczane w trakcie gali Listy Stu najbardziej wpływowych osób w ochronie zdrowia.   W 2005 rzeźbę otrzymał Marek Balicki, w 2006 - Zbigniew Religa, w 2007 i 2008 Ewa Kopacz.

## Twórczość
Zdaniem kuratora Centrum Rzeźby Polskiej w Orońsku, dla Bogdana Markowskiego, kamień jako materiał rzeźbiarski jest wyzwaniem, musi długo oswajać się z jego oporem. [...] Jako artysta nie ingeruje nadmiernie w pierwotny kształt kamienia, raczej podkreśla zalety tkwiące w tym materiale. Czasem poleruje krągłości, aby dodać im wewnętrznego napięcia; kiedy indziej wprowadza dysonans obcego ciała, na przykład brązu. Artysta tworzy głównie w Ośrodku Pracy Twórczej Rzeźbiarzy w Orońsku. Ma też własną pracownię w Witoszynie. Według opisu wystawy, która odbyła się w prywatnej galerii sztuki im. Jacka Sempolińskiego w Nałęczowie, pasją Markowskiego są duże rzeźby plenerowe wykonane z granitu lub marmuru, zaś jego pomniki obecne są w pejzażu całej Polski.
Swoje prace wystawiał m.in. na Zamku w Lublinie i na Zamku w Kazimierzu Dolnym pod tytułem „Erraticus". W skład tej ostatniej wystawy wchodziło 29 rzeźb wykonanych z granitowych głazów narzutowych przemieszczanych milionami lat z odległych gór, rzeźbionych przez wody, wiatr i czas. Stąd tytuł wystawy „Erraticus” po łacinie znaczy błądzący.
W folderze tej ostatniej wystawy można przeczytać:
„Głazy narzutowe i w ogóle kamień mają swój ciężar i statykę. Markowski się nie wtrąca i nie zmienia tego stanu rzeczy. Często podkreśla te zalety, tkwiące w materiale./…/ Preferuje granit, sądzę, że chyba najlepiej odpowiada jego temperamentowi twórczemu.” (prof. A. J. Pastwa)
„Tym co dominuje w rzeźbach Bogdana Markowskiego obok oczywistej fascynacji artysty rodzajem materiału, jego strukturą i kolorystyką, jest wyczuwalny w każdej z nich monumentalizm.” (prof. L. Lameński)
„Nie chodzi tu o epatowanie widza zaskakującymi czy karkołomnymi wręcz usiłowaniami przełamania materialności kamienia we wszystkich jej znaczeniach. W rzeźbach Markowskiego odczuwalny jest szacunek dla tego tworzywa, zgoła pokora, z jaką traktuje jego naturalne walory.” (dr W.Odorowski)
Jedną ze znanych prac artysty jest rzeźba psa "Werniksa", postawiona w 2000 r. przy rynku w Kazimierzu Dolnym. Według lokalnej legendy Werniks przewodził wszystkim kazimierskim psim ulicznikom. Wraz ze swoim panem wyjechał do Gdańska, by po latach powrócić do Kazimierza i pozować przy tworzeniu posągu.

## Wystawy
- "Erraticus" na Zamku w Kazimierzu Dolnym[12]
- Galeria Sztuki spa spot im. Jacka Sempolińskiego w Nałęczowie[13]
- 40-lecie pracy artysty - Muzeum Stalowej Woli[14]
- 40-lecie pracy artysty - Centrum Rzeźby Orońsko[15].

## Galeria

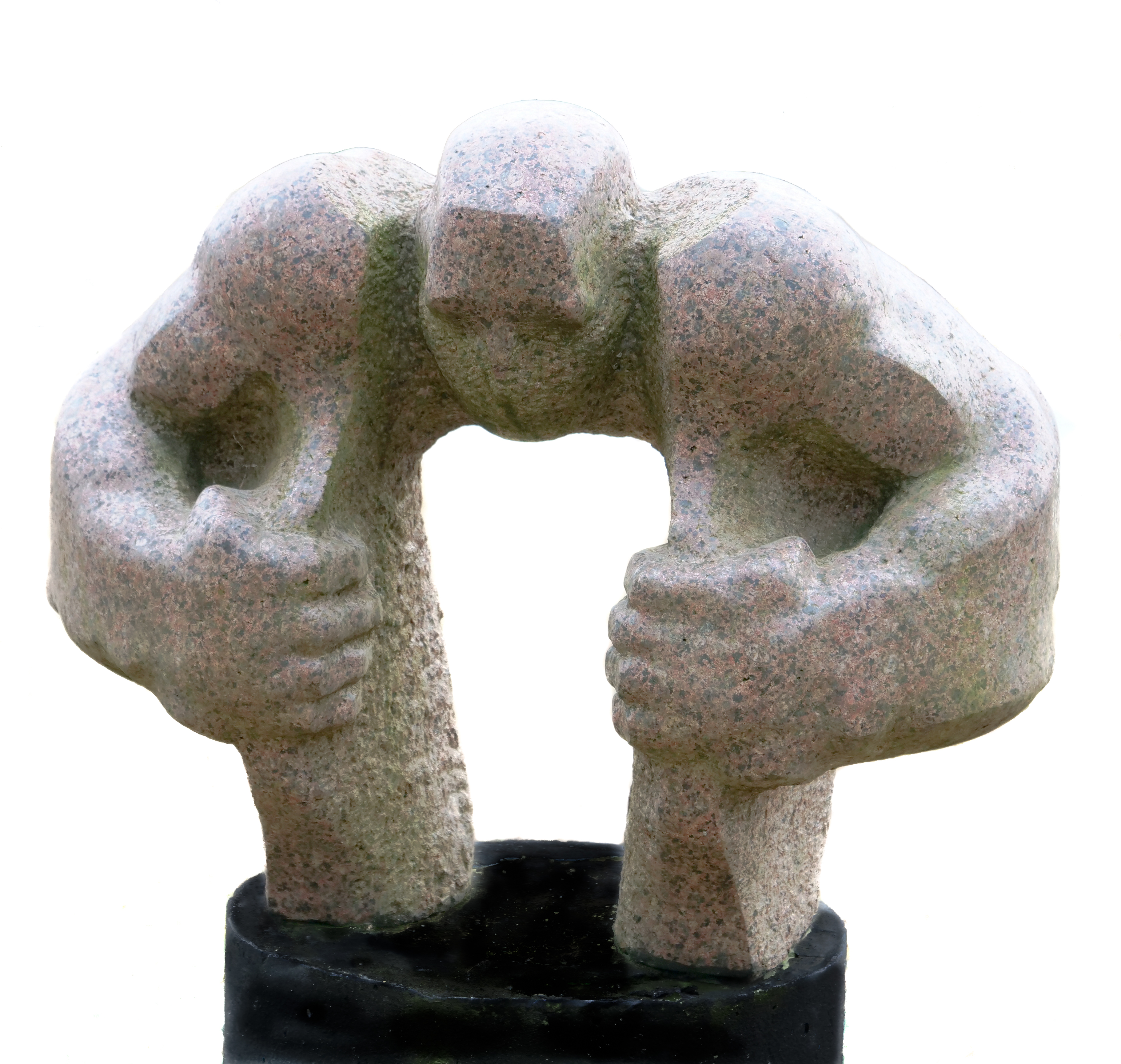
Rozdarty, granit, wys. 55 cm
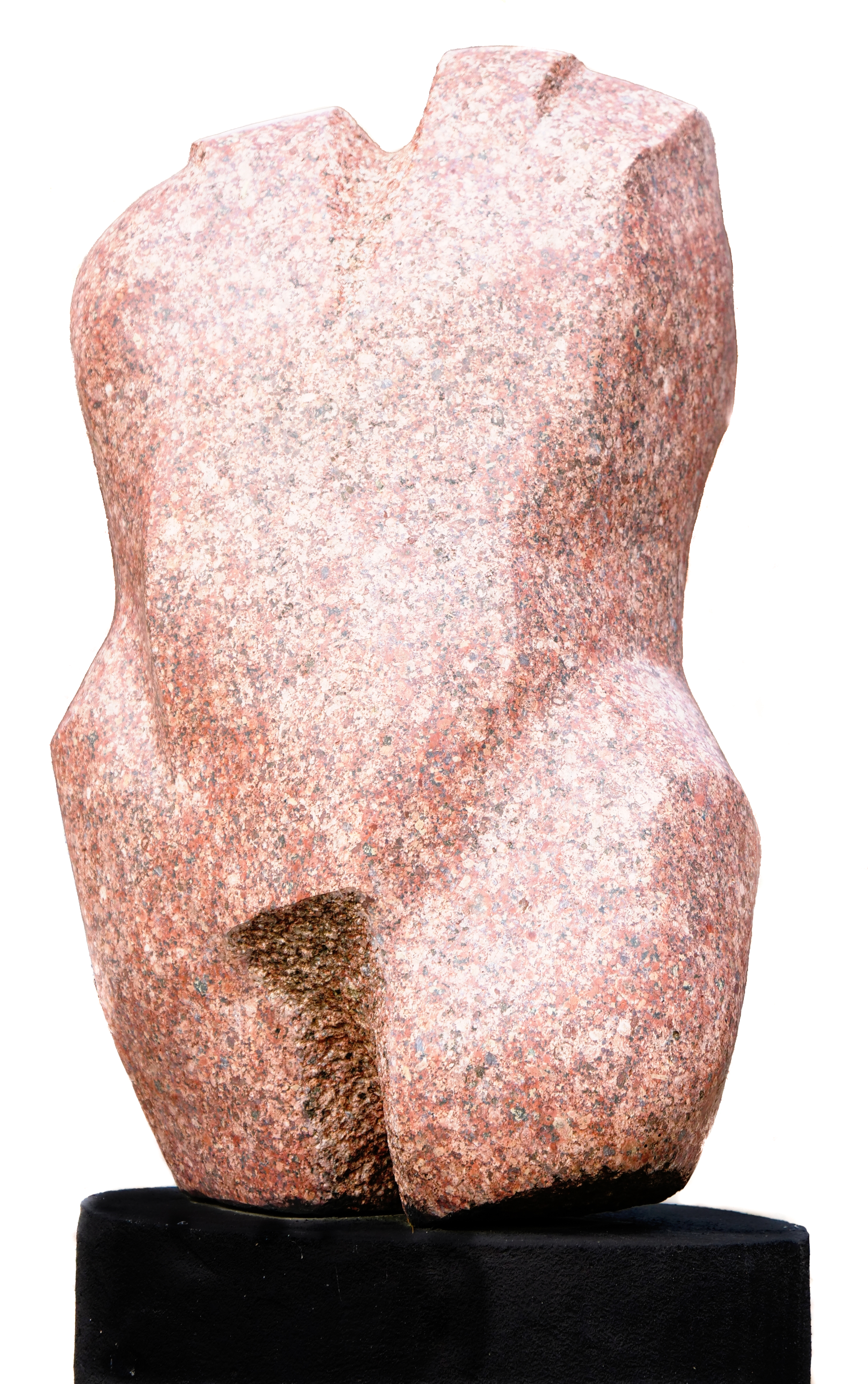
Rzeźba Tors, granit wys. 60 cm
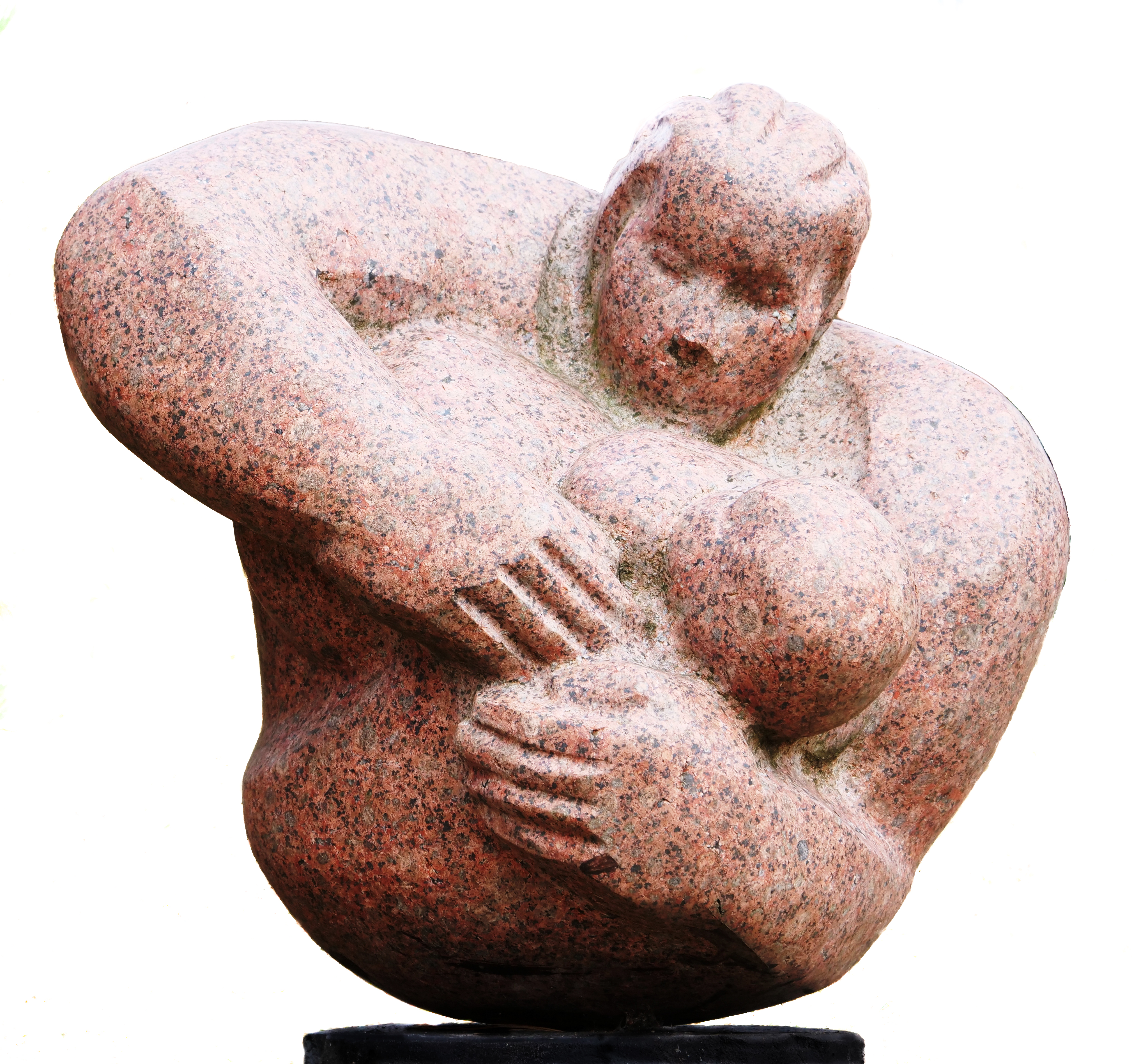
Macierzyństwo, granit, wys. 70 cm
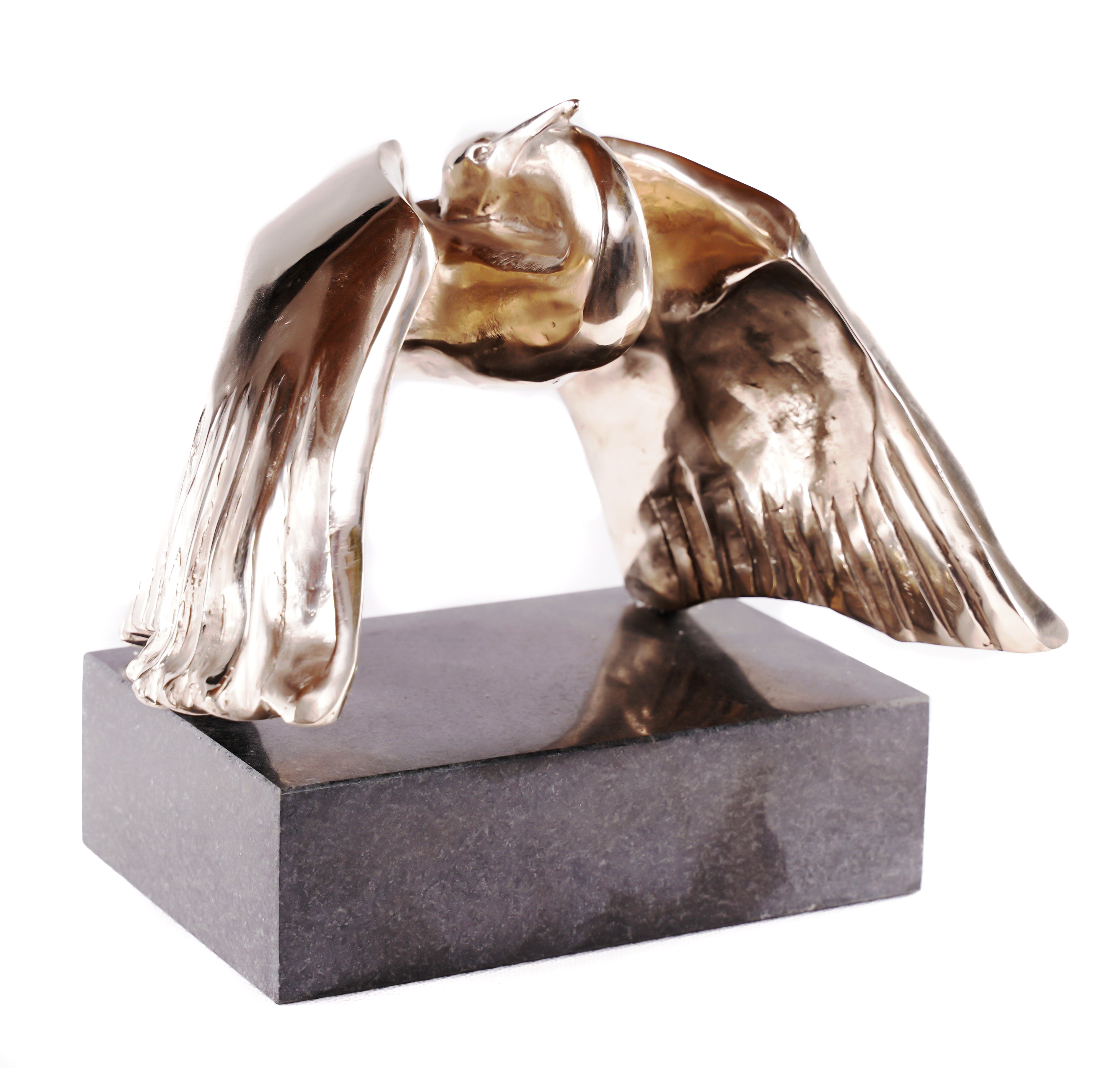
Czapla, brąz wys. 22 cm
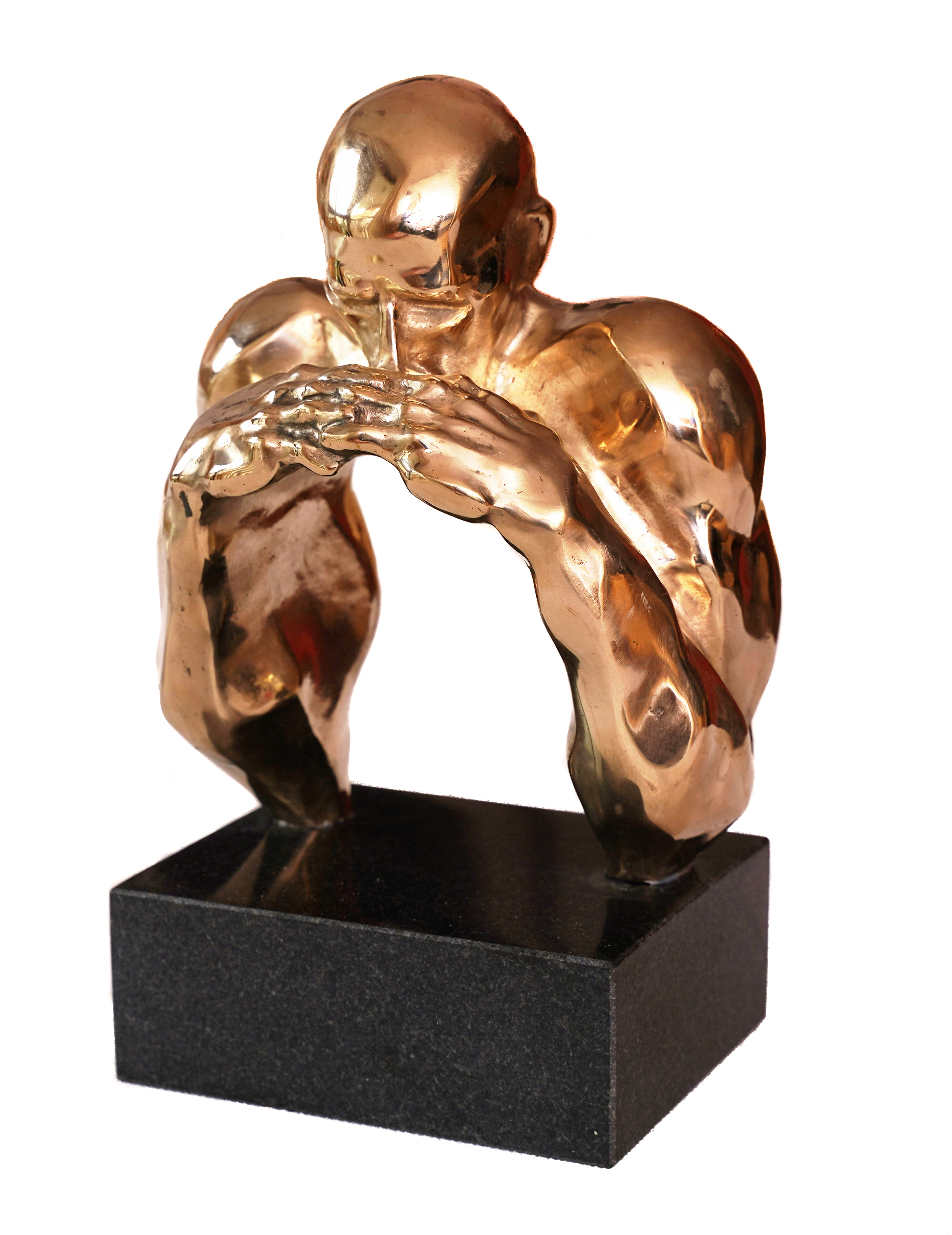
Myśliciel, brąz wys. 28 cm
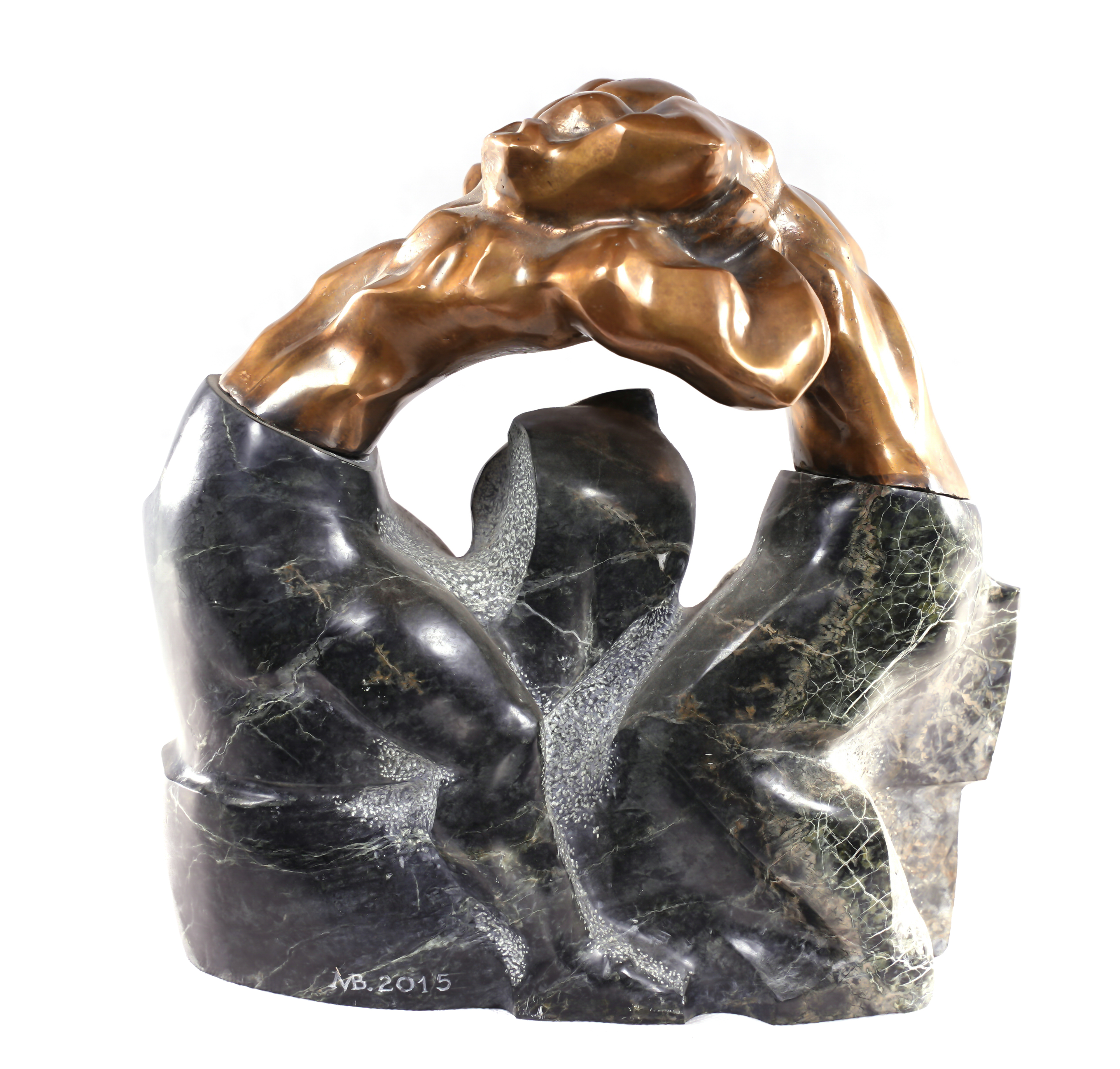
Zapasy brąz, serpentynit
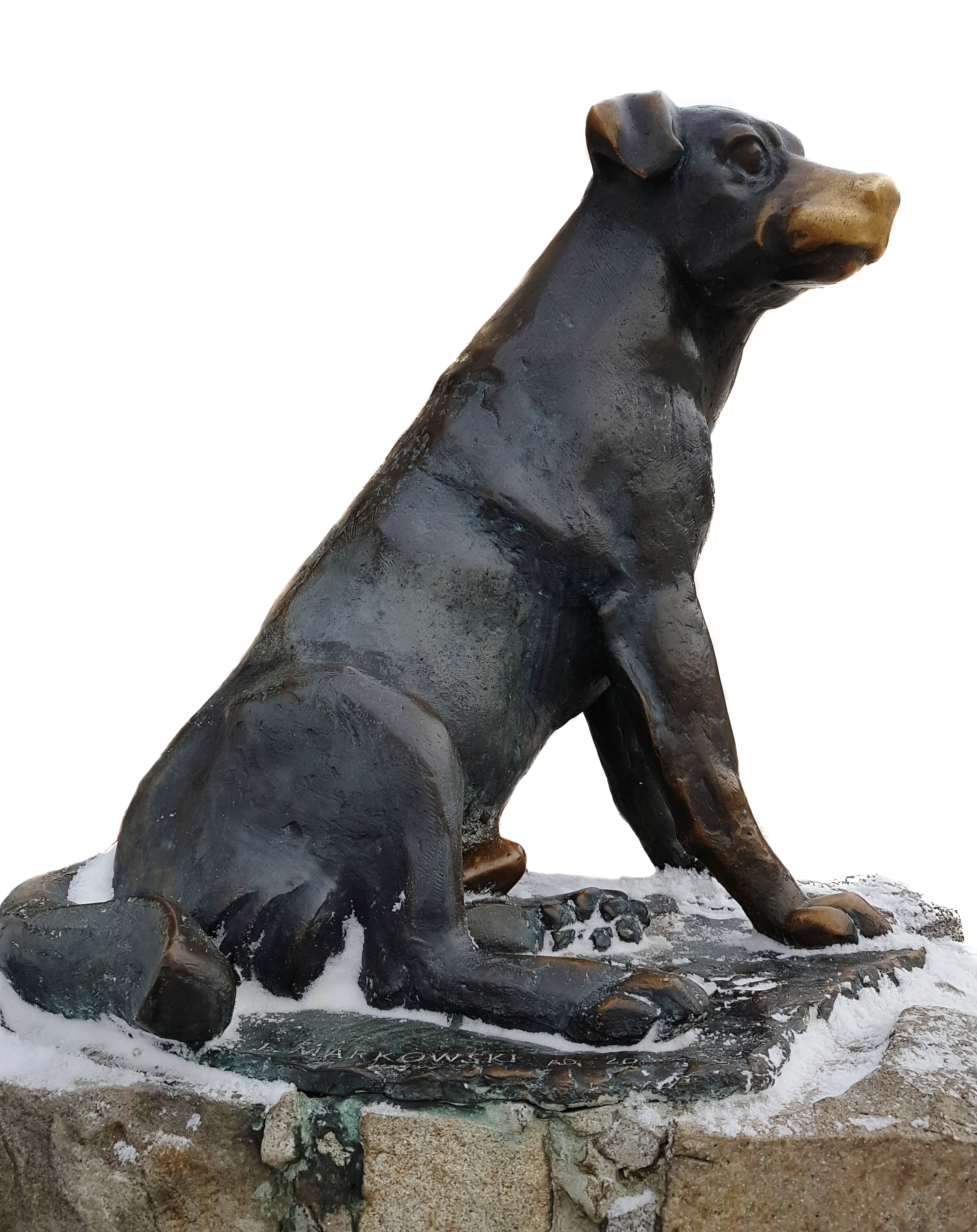
Pies Werniks Rynek Kazimierz Dolny
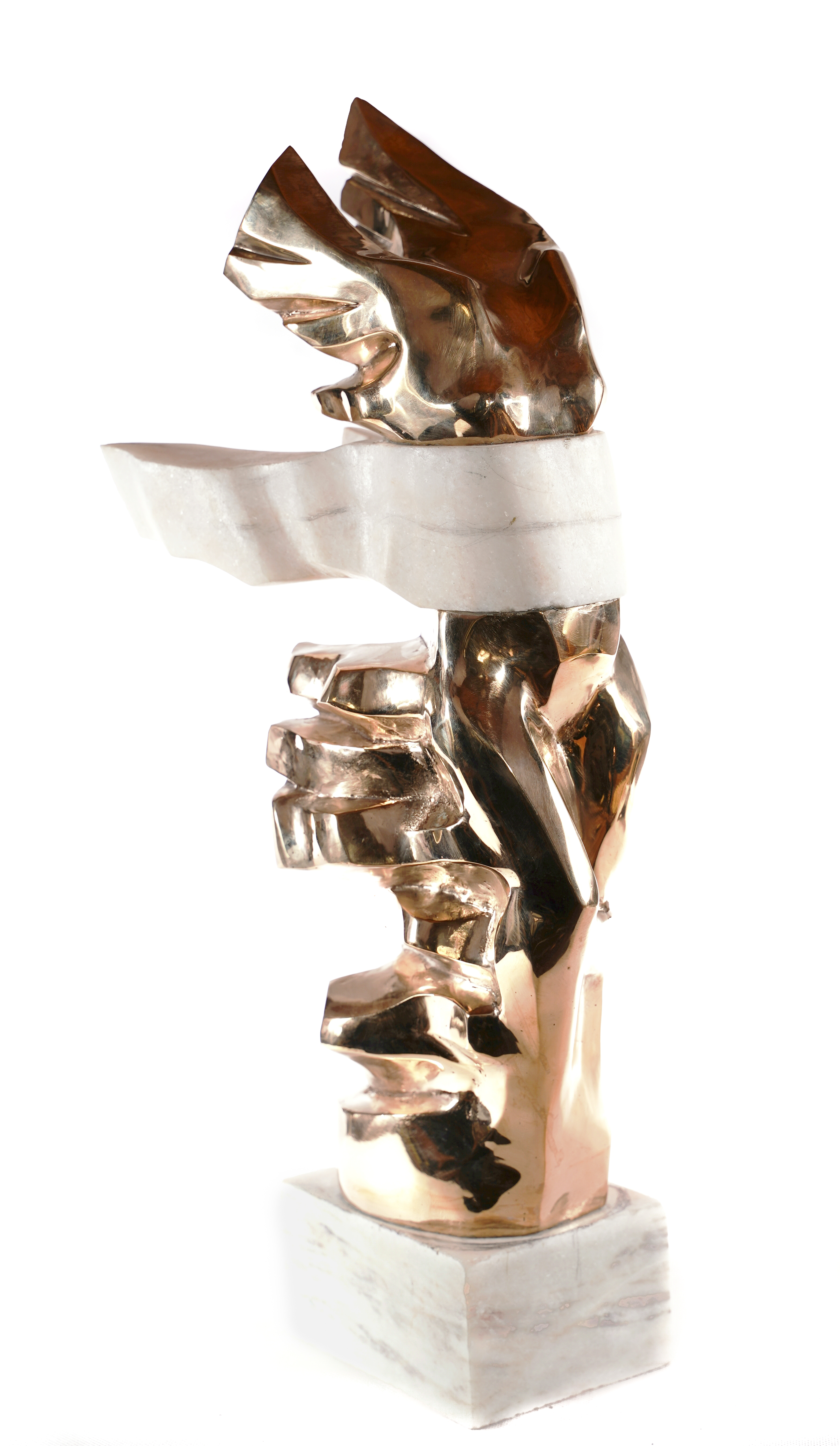
Nike brąz, marmur
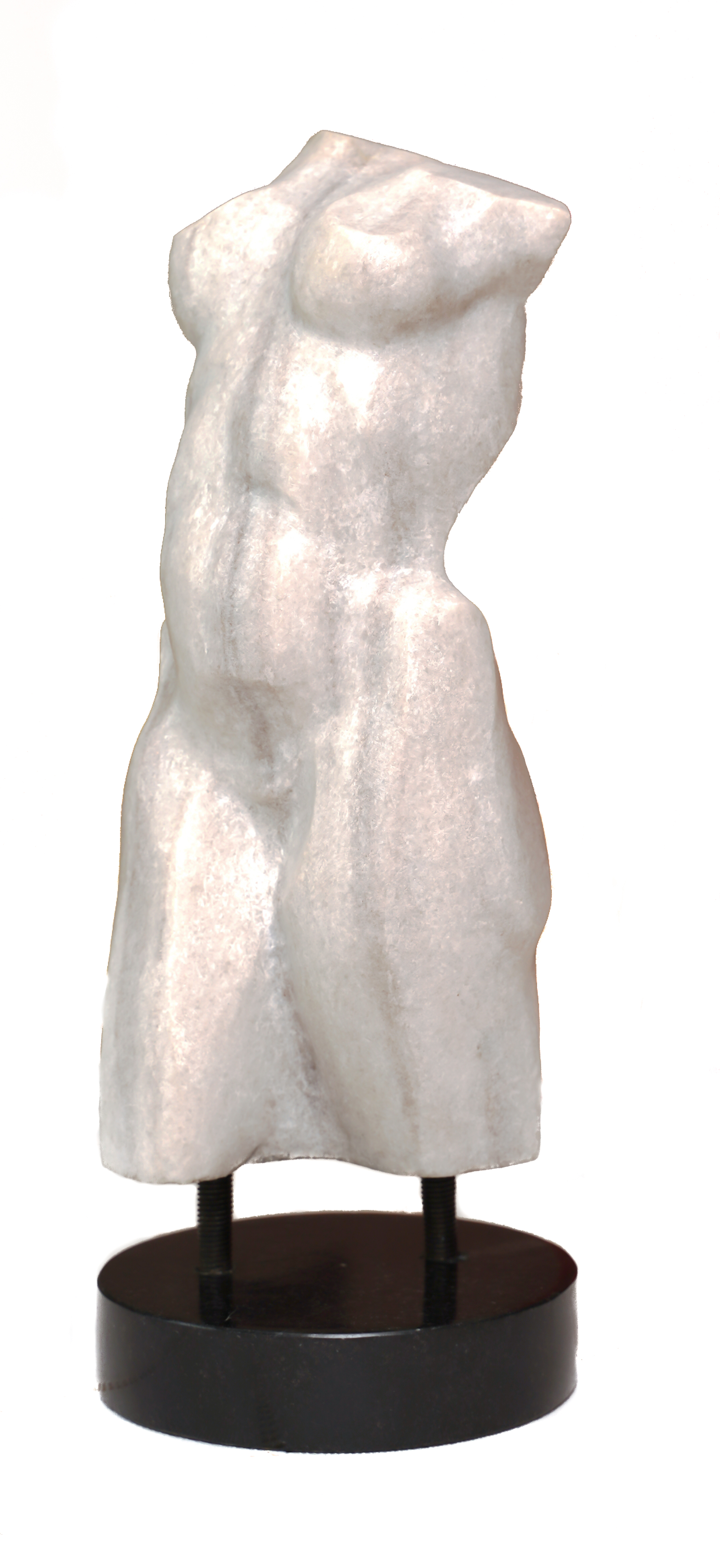
Tors, marmur